# Bonito, Guanajuato
Bonito är en ort i Mexiko.   Den ligger i kommunen San Miguel de Allende och delstaten Guanajuato, i den centrala delen av landet, 240 km nordväst om huvudstaden Mexico City. Bonito ligger 2 010 meter över havet och antalet invånare är 116.
Terrängen runt Bonito är platt åt nordost, men åt sydväst är den kuperad. Runt Bonito är det ganska tätbefolkat, med 108 invånare per kvadratkilometer. Närmaste större samhälle är San Miguel de Allende, 18,8 km sydväst om Bonito. Trakten runt Bonito består i huvudsak av gräsmarker.